# Malčice (okres Michalovce)
 Malčice (maďarsky Málca) jsou obec na Slovensku. Nacházejí se v Košickém kraji, v okrese Michalovce. Obec má rozlohu 22,66 km² a leží v nadmořské výšce 120 m. V roce 2011 v obci žilo 1488 obyvatel.  První písemná zmínka o obci pochází z roku 1274. V roce 1967 byla k obci Malčice přičleněna obec Hradištská Moľva.